# Rânula
Ranula é um tipo de mucocele encontrado no soalho de boca. Apresenta-se como um inchaço do tecido conectivo composto de mucina, gerados por uma ruptura no ducto de glândula condutoras de saliva, principalmente a glândula sublingual, o qual geralmente é causada por trauma local. Também pode ser de origem infecciosa (bacteriana ou viral) ou ocorrer devido a obstrução do ducto da glândula devido à formação de sialolitos (cristais de saliva), neste caso o processo denomina-se sialotíase.
Em latim, Rana significa rã, devido sua aparência com uma garganta deste anfíbio.